# Mel Ramsden
Pour les articles homonymes, voir Ramsden.
Mel Ramsden, né à Ilkeston le 27 décembre 1944 et mort le 23 juillet 2024,, est un artiste conceptuel britannique membre du collectif Art and Language.

## Biographie
Mel Ramsden naît en 1944 à Ilkeston. Il étudie au Nottingham College of Art (en) de 1962 à 1963.
Il représente un type d'art conceptuel qui s'est implanté en Europe et aux États-Unis à la fin des années 1960.
Une de ses œuvres, intitulée Secret Painting, est constituée d'un carré noir accompagné du texte suivant : « The content of this painting is invisible; the character and dimensions of the content are to be kept permanently secret, known only to the artist ».
En 1971 il rejoint Art and Language,.